# Dobrouch
Dobrouch (en biélorusse et en russe : Добруш ; en łacinka : Dobruš) est une ville de la voblast de Homiel ou oblast de Gomel, en Biélorussie, et le centre administratif du raion de Dobrouch. Sa population s'élevait à 18 760 habitants en 2017.

## Géographie
Dobrouch est arrosée par la rivière Ipout (Ипуть en biélorusse), un affluent de la Soj, dans laquelle elle se jette à Gomel. Elle est située à 22 km à l'est de Gomel ou Homiel, la capitale administrative de la voblast, et à 302 km au sud-est de Minsk, la capitale de la Biélorussie.

## Histoire
La première mention de Dobrouch remonte à l'année 1335 : elle faisait alors partie du grand-duché de Lituanie.
Après la première partition de la Pologne, en 1772, Dobrouch fut annexée par l'Empire russe. Elle comptait alors 87 maisons et 587 habitants. On y trouvait une manufacture de draps et un moulin à vent et par la suite d'autre usines comme une raffinerie de sucre furent construites. Dobrouch fut la possession du comte P. Roumiantsev-Zadounaïskiy, puis du prince I. Paskevitch. Son fils y fonda une fabrique de papier en 1870. La première centrale électrique de Biélorussie y fut mise en activité. En 1886, il y avait 185 fermes, une église orthodoxe, une école, un hôpital, une auberge et divers magasins. En 1887, une gare ferroviaire fut ouverte. En avril 1919, Dobrouch fut incorporée dans le gouvernement de Gomel.
Elle devint une commune urbaine et le centre administratif d'un raïon en 1926. À cette date, elle abritait une communauté juive forte de 372 personnes. En août 1927, elle reçut le statut de ville. Sa population s'élevait à 13 800 habitants en 1939. Pendant la Seconde Guerre mondiale, Dobrouch fut occupée par l'Allemagne nazie d'août 1941 au 10 octobre 1943.
Le 21 novembre 1941, 106 juifs locaux et 19 militants soviétiques sont assassinés lors d'une exécution massive perpétrée par l'Einsatzkommando 8, venant de Gomel, assisté de policiers locaux. Au printemps de 1942, une autre exécution a lieu dans laquelle environ 70 Juifs ont également été tués.
En 1986, la ville fut sérieusement affectée par les retombées radioactives de la catastrophe de Tchernobyl — elle est située à moins de 10 km de la zone interdite — et plusieurs villages durent être abandonnés.

## Population
Recensements (*) ou estimations de la population :
| 1772 | 1923* | 1926* | 1939*  | 1959*  |
| ---- | ----- | ----- | ------ | ------ |
| 587  | 4 595 | 5 915 | 13 815 | 14 270 |

| 1970*  | 1979*  | 1989*  | 1999*  | 2009*  |
| ------ | ------ | ------ | ------ | ------ |
| 16 809 | 19 175 | 20 750 | 19 700 | 18 330 |

| 2013   | 2014   | 2015   | 2016   | 2017   |
| ------ | ------ | ------ | ------ | ------ |
| 18 183 | 18 095 | 18 113 | 18 380 | 18 760 |

## Économie
L'économie locale repose sur la papeterie de Dobrouch « héros du travail » et une fabrique de porcelaine. Des usines de produits alimentaires complètent le tableau des activités industrielles.